# Davor Lovren
Davor Lovren (* 3. Oktober 1998 in München, Deutschland) ist ein kroatischer Fußballspieler. Er stand bis 2022 bei Fortuna Düsseldorf unter Vertrag.

## Kindheit
Die Familie von Davor Lovren war vor seiner Geburt aufgrund des Krieges aus ihrem Heimatland, der SR Bosnien und Herzegowina (SFR Jugoslawien), geflüchtet und ließ sich in München nieder. Ebendort wurde Davor am 3. Oktober 1998 geboren. Um die Jahrtausendwende zog die Familie nach Kroatien ins zentralkroatische Karlovac, nachdem das Visum seiner Familie nicht verlängert worden war. Lovrens älterer Bruder Dejan (* 1989) ist ebenfalls Fußballspieler und läuft für die kroatische Nationalmannschaft auf. Mit dem FC Liverpool wurde dieser 2019 Champions-League-Sieger.

## Karriere
Lovren startete seine Profikarriere in der Ersten Kroatischen Fußballliga für Dinamo Zagreb, wo er bei einem Spiel am 14. Mai 2016 gegen NK Lokomotiva Zagreb debütierte.
Im Sommer 2017 wurde er mit einer Kaufoption an Fortuna Düsseldorf ausgeliehen, für die er am 15. Dezember 2017 gegen Eintracht Braunschweig in der 9. Spielminute zum 1:0-Endergebnis traf. Dies war sein erstes Tor in der 2. Fußball-Bundesliga und es machte ihn zum jüngsten Torschützen dieser Liga. Am 11. Juli 2018 verpflichtete Fortuna ihn mit einem Vertrag bis 2023 fest. Zur Saison 2019/20 wurde Lovren in die zweite Mannschaft versetzt, für die er bereits in der Vorsaison 4-mal in der viertklassigen Regionalliga West gespielt hatte. Anfang Januar 2020 wurde er für den Rest der Saison 2019/20 an den kroatischen Verein NK Slaven Belupo ausgeliehen. Lovren bestritt fünf Spiele für Slaven Belupo. Nach der Unterbrechung des Spielbetriebes infolge der COVID-19-Pandemie stand er bis zum Ende der Saison nicht mehr im Spieltagskader und kehrte dann für die neue Saison nach Fortuna Düsseldorf zurück.